# Frances O'Connor (attrice 1914)
Frances Belle O'Connor (Granite Falls, 8 settembre 1914 – Long Beach, 30 gennaio 1982) è stata un'attrice statunitense.

## Biografia
Nata senza braccia, fu soprannominata la "Venere di Milo vivente" e lavorò in varie compagnie circensi per molti anni. Nel 1932 apparve nel film Freaks di Tod Browning. Non si sposò mai, morendo a 67 anni in California.